# Cinclodes albidiventris
La remolinera común septentrional  (Cinclodes albidiventris), también denominada cinclodes vientriblanco (en Colombia), churrete de ala castaña (en Perú), cinclodes de ala castaña (en Venezuela), cinclodes alicastaño (en Ecuador) o meneacola (en Venezuela), es una especie de ave paseriforme del género Cinclodes de la familia Furnariidae. Es nativa de la región andina del noroeste de América del Sur.

## Distribución y hábitat
Se distribuye a lo largo de la cordillera de los Andes desde el oeste de Venezuela, por Colombia, Ecuador, hasta el norte de Perú.
Su hábitat natural son los páramos, arbustales secos y pastizales templados de altitud.

## Descripción
Su longitud total es de 16 cm. Presenta un dorso pardo con banda alar castaña característica, e igual tonalidad en el borde apical de la cola. Sobre los ojos muestra una ceja ocrácea. El plumaje ventral es blancuzco en la garganta —algo punteada—, que pasa en el pecho a ceniciento, y finalmente a blancuzco en el abdomen.

## Sistemática

### Descripción original
La especie C. albidiventris fue descrita por primera vez por el zoólogo británico Philip Lutley Sclater en 1860 bajo el mismo nombre científico; su localidad tipo es: «Cerro Chimborazo, 14,000 pies [c. 4270 m], Ecuador».

### Etimología
El nombre genérico masculino «Cinclodes» deriva del género Cinclus, que por su vez deriva del griego «kinklos»: ave desconocida a orilla del agua, y «oidēs»: que recuerda, que se parece; significando «que se parece a un Cinclus»; y el nombre de la especie «albidiventris», proviene del latín «albidus»: blancuzco, y «ventris»: vientre, significando «de vientre blancuzco».

### Taxonomía
La presente especie y Cinclodes albiventris, antes tratadas como subespecies de Cinclodes fuscus, fueron separadas con base en los estudios filogenéticos de Sanin et al (2009) que concluyeron que el amplio complejo C. fuscus era parafilético, lo que también ya había sido sugerido por autores anteriores y fue aprobado en la Propuesta N° 415 al Comité de Clasificación de Sudamérica (SACC). Estudios genético-moleculares posteriores de la familia Furnariidae corroboran lo expuesto.
Difiere de C. albiventris en su banda alar castaña y no crema; en el distal de las rectrices externas rufo y no pardo amarillo lechoso; en las partes inferiores más oscuras y el pecho distintivamente moteado de pardo pálido; el canto que es un trinado rateado ascendiente versus uno de ritmo más complejo.  Difiere de C. fuscus en su banda alar castaña y no pardo amarillenta; en el distal de las rectrices externas rufo y no amarillento blancuzco; en sus partes inferiores oscuras y el pecho moteado de pardo pálido; en sus hábitos residentes y no migratorios; el canto es bastante parecido pero la duración de las notas es mayor y el ritmo más lento.
La subespecie propuesta paramo (de Nariño, en el suroeste de Colombia) fue descrita como diferente de oreobates por sus alas y cola  más cortas, sin embargo las medidas generales son idénticas.

### Subespecies
Según las clasificaciones del Congreso Ornitológico Internacional (IOC) y Clements Checklist v.2018, se reconocen tres subespecies, con su correspondiente distribución geográfica:
- Cinclodes albidiventris heterurus Madarász, 1903 – Andes del oeste de Venezuela (sur de Lara, Trujillo, Mérida).
- Cinclodes albidiventris oreobates W.E.D. Scott, 1900 – Colombia en la Sierra Nevada de Santa Marta y en los Andes orientales y centrales (norte de Boyacá hacia el sur hasta el sur de Cundinamarca, y Cauca al sur hasta Nariño), y Andes del suroeste de Venezuela (sur de Táchira); posiblemente también en el noroeste de Ecuador (Carchi).
- Cinclodes albidiventris albidiventris P.L. Sclater, 1860 – norte de Ecuador (hacia el sur desde Imbabura, posiblemente desde Carchi) hacia el sur hasta el norte de Perú (Piura, Cajamarca).